# Предраг Јурић
Предраг Јурић (Читлук, 4. новембар 1961) бивши je југословенски и хрватски фудбалер.

## Каријера
Фудбалско име стекао у дресу мостарског Вележа за који jе наступао у два наврата током осамдесетих година. Играо је на позицији нападача, заједно са Семиром Туцеом и Сеадом Кајтазом, чинио је убојити нападачки трио. Освојио је Куп маршала Тита 1986, када је Вележ победио Динамо из Загреба са 3:1. Као интернационалац наступао је у шпанским клубовима Реал Бургос (1989-92), Атлетико Марбеља (1992-94) и Мерида (1994-95).
Одиграо је две утакмице за фудбалску репрезентацију Југославије. Дебитовао је 12. новембра 1986. против Енглеске у Лондону, играо је још и 16. децембра 1987. против Турске у Смирни (резултат 3:2).
Након играчке каријере посветио се послу фудбалског тренера, а водио је неколико хрватских клубова.

## Успеси
- Вележ
  - Куп Југославије: 1986.